# 1945 en Belgique
Chronologie de la Belgique
- 1941
- 1942
- 1943
- 1944
- 1945
- 1946
- 1947
- 1948
- 1949

Cette page recense des événements qui se sont produits durant l'année 1945 en Belgique.

## Chronologie
- 23 janvier : libération de la ville de Saint-Vith par la 2e division d'infanterie américaine.
- 25 janvier : fin de la bataille des Ardennes.
- 6 février : début du débat parlementaire sur la politique générale du gouvernement Pierlot VI[1].
- 7 février : Hubert Pierlot annonce la démission de son gouvernement[2].
- 8 février : le prince régent invite le socialiste Achille Van Acker à former un nouveau gouvernement[2].
- 12 février : installation du gouvernement Van Acker I (union nationale)[2].

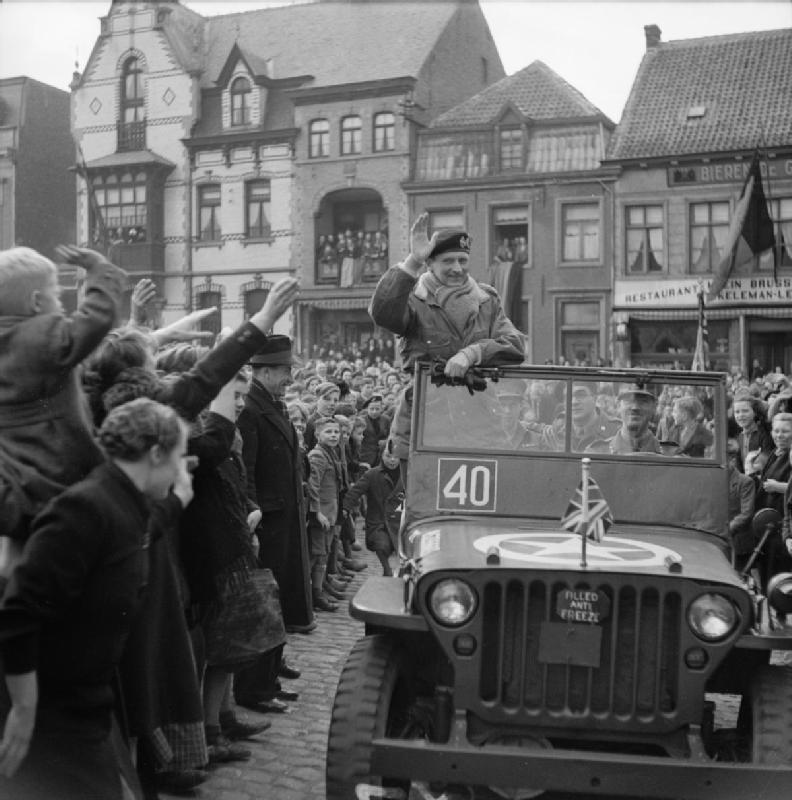
Le maréchal Montgomery à Gand, le 20 mars 1945.

- 20 mars : le Parlement accorde des « pouvoirs spéciaux » au nouveau gouvernement[3].
- 28 avril : le quotidien communiste Le Drapeau rouge appelle à l'abdication de Léopold III[4].
- 28-29 avril : fusion de la Confédération générale du travail de Belgique (CGTB), de la Centrale belge des syndicats uniques (CBSU), du Mouvement syndical unifié (MSU) et du Syndicat général unifié des services publics (SGUSP) en un organisme unique, la « Fédération générale du travail de Belgique » (FGTB)[5].
- 2 mai : le groupe parlementaire catholique demande le retour de Léopold III en Belgique[4].
- 5 mai : dans un communiqué publié par le journal Le Peuple, le Parti socialiste belge se prononce en faveur de l'abdication de Léopold III[6].
- 7 mai : Léopold III et sa famille sont libérés à Strobl (Autriche) par des soldats de la VIIe armée américaine[7] De nombreuses manifestations pour ou contre le retour du roi en Belgique ont lieu la semaine suivant sa libération[8].

- Du 9 juin au 11 juin : congrès inaugural du Parti socialiste belge[9].
- 15 juin : démission du gouvernement Van Acker I.

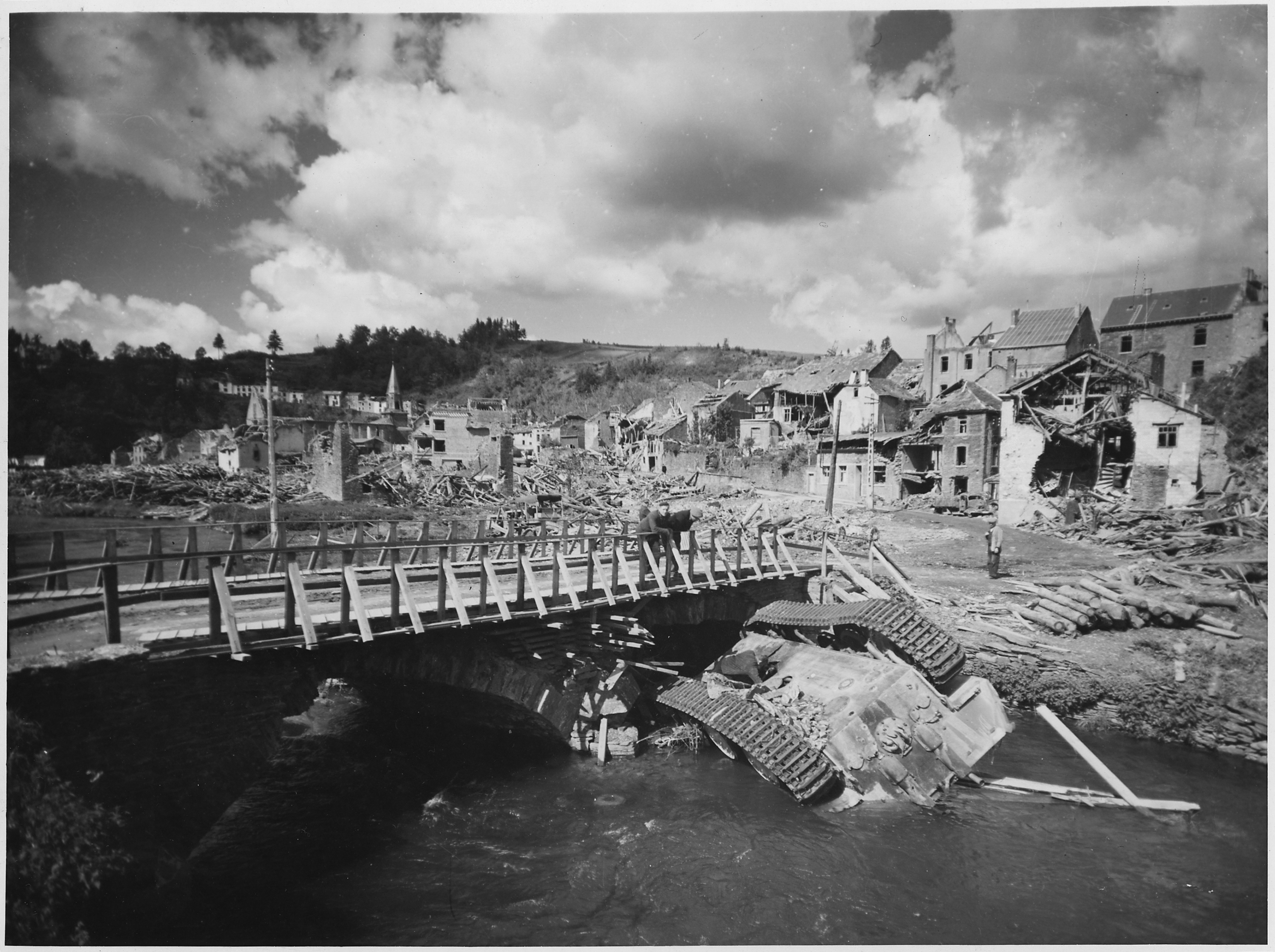
Vue du village d'Houffalize en juin 1945.

- Du 13 au 15 juillet : congrès de la Confédération des syndicats chrétiens[10].
- 2 août : installation du gouvernement Van Acker II (socialistes-libéraux-communistes-UDB). Pour la première fois depuis 1884, le Parti catholique se retrouve dans l'opposition.
- 18-19 août : congrès de fondation du Parti social-chrétien[11].
- 20-21 octobre : Congrès national wallon à Liège[12].

## Culture

### Bande dessinée
- Ricky et Bobette de Willy Vandersteen.

### Cinéma
- La Grand'Place de Bruxelles, film documentaire de Gaston Schoukens.
- Illusions du bonheur (Baas Gansendonck), film de Gaston Ariën d'après le roman Baes Gansendonck de Hendrik Conscience.

### Littérature
- Borgia, pièce d'Herman Closson[13].
- La Cave aux crapauds, recueil de nouvelles fantastiques de Thomas Owen[14].
- L'Égrégore, roman de Pierre Nothomb[15].
- Mes Inscriptions, œuvre de Louis Scutenaire[16].
- La Tapisserie de Pénélope, recueil de poèmes de Roger Bodart[17].

#### Œuvres deGeorges Simenon
- L'Aîné des Ferchaux, roman policier.
- La Fenêtre des Rouet, roman policier.
- Je me souviens, autobiographie.

## Naissances
- 1er janvier : Jacky Ickx, pilote automobile.
- 23 mars : Eric De Vlaeminck, coureur cycliste († 4 décembre 2015).
- 2 avril : Michèle Fabien, dramaturge († 10 septembre 1999).
- 4 avril : Paul Tant, homme politique († 1er mars 2014).
- 29 mai : Daniel Van Ryckeghem, coureur cycliste († 26 mai 2008).
- 17 juin : Eddy Merckx, coureur cycliste.
- 19 août : Jacques De Decker, écrivain et journaliste († 12 avril 2020).
- 13 septembre : Noël Godin, entarteur.
- 18 septembre : Roger Kindt, coureur cycliste († 3 avril 1992).
- 19 septembre : Benoît Lamy, réalisateur († 15 avril 2008).

## Décès
- 7 janvier : Marcel Franckson, résistant (° 8 juillet 1884), mort à Buchenwald (Allemagne).
- 10 avril : Lucien Storme, coureur cycliste (° 18 juillet 1916), abattu par erreur lors d'une fusillade à Siegburg (Allemagne).
- 3 avril : Arthur Vanderpoorten, homme politique (° 17 février 1884), mort à Bergen-Belsen (Allemagne).
- 3 mai : René Blieck, poète, avocat et résistant (° 1er mai 1910), mort dans l'attaque du Cap Arcona.
- 23 août: Stéphanie, princesse de Belgique (° 21 mai 1864), morte à Pannonhalma (Hongrie).
- 25 septembre : Leo Vindevogel, homme politique (° 14 décembre 1888), mis à mort pour faits de collaboration.
- 14 décembre : Victor de Laveleye, homme politique (° 6 novembre 1894).
- 30 décembre : Jules Pappaert, joueur de football (° 5 novembre 1905).